# 杨凤兰
杨凤兰（1949年—），中国女商人，因涉嫌在非洲坦桑尼亚走私象牙，被称为“象牙女王”。杨凤兰被控非法搜集和贩运价值250万美元的象牙到中国和其它东亚国家。
杨凤兰是中國第一批斯瓦西里語專業的大學生，能說一口流利斯瓦西里語，1970年代被分配到坦桑尼亞擔任中國援建坦贊鐵路工程的翻譯員，返回中國後在原對外貿易經濟合作部（外經貿部）工作，1998年重返坦桑尼亞從商。2012年，担任坦桑尼亚中非商会秘书长。
坦桑尼亞國家及跨國重罪調查組（NTSCIU）已經跟蹤調查对她開始一年多時間，楊鳳蘭於2015年10月被捕。坦桑尼亚官方稱：杨凤兰1998年时经营一家餐馆和一家辣椒农场，此后又成立了“北京长城投资公司”。当局说，2000年至2014年间，她利用这家公司进行象牙走私活动。
法院文件顯示，楊鳳蘭涉利用自身與中國及坦桑尼亞精英階層的聯繫，將象牙走私到世界各地。
中國媒體如環球時報曾不具名指控有人在坦桑尼亞大選前夕「將楊鳳蘭妖魔化」，並稱這涉及"大象行動聯盟"等非政府組織的幸災樂禍。中國媒體也為楊鳳蘭喊冤。搜狐國際稱此案「疑點重重」，環球時報稱楊鳳蘭可能被「栽贓」
2019年2月19日，杨凤兰以"有组织黑帮犯罪" (leading an organised criminal gang,)被坦桑尼亚法庭判处15年有期徒刑，另罰款走私象牙總價值雙倍金額1260萬美元，否則加監兩年。
2019年2月20日中国外交部表示：支持坦桑尼亚依法、公正查处和审理中国公民走私象牙案